# 隆大介
隆 大介（りゅう だいすけ、1957年〈昭和32年〉2月14日 - 2021年〈令和3年〉4月11日）は、日本の俳優。東京都出身。身長187cm。無名塾（一期生）出身。仕事、オフィス隆、アースピクチャーズ、五社プロダクション、東映マネージメントを経て、2017年6月7日からケィ・サイドに所属していた。

## 来歴
東京都立大森高等学校、横浜放送映画専門学校（現：日本映画大学）卒業。
1975年、無名塾に一期生として入塾。
1977年公開の映画『姿三四郎』に張明男の名義で出演。翌1978年、芸名を隆大介とした。芸名の「隆」は無名塾を主宰する仲代達矢の妻であり師である宮崎恭子の筆名「隆巴」から、「大介」は仲代の主演作『人間の條件』で仲代が演じた「梶大介」から取ったもの。
1980年公開の黒澤明監督映画『影武者』の織田信長役で、ブルーリボン賞新人賞を受賞。テレビではNHK大河ドラマ『峠の群像』の浅野内匠頭役でエランドール新人賞を受賞した。主な出演作に映画『幻の湖』『遠野物語』『五条霊戦記 GOJOE』『踊る大捜査線 THE MOVIE』などがある。声優としても活躍し、『特捜刑事マイアミ・バイス』で主人公のジェームズ・ソニー・クロケット刑事や『ワンス・アポン・ア・タイム・イン・アメリカ』（DVD版）のロバート・デ・ニーロの吹替を担当している。
1989年公開の五社英雄監督『226』に出演した際、田原総一朗に「戦後の豊かな時代の育ちなのに純粋軍人のファナティックな美と危なさを、まるで持ち前のキャラクターであるかのように表現している」と評された。また、映画評論家の的田也寸志は、2000年公開の『五条霊戦記』での弁慶役について、「そもそも彼の面立ちは、慈悲をもたらす様々な仏の顔に似ているのだが、その点を除いても今回の彼の演技は、鬼が仏へと転ずる美しさを見事に体現してくれているのだ。」と評している。
実写版『ブラック・ジャック』でピノコ役を演じた田島穂奈美は印象に残った共演者の1人に隆大介を挙げている。『五条霊戦記』で共演した細山田隆人は隆と色々と話をしたといい、「隆さんからは、自分の思うようにやればいいんだよ、と言われて、すごくリラックスできました。」と述べている。
2021年4月13日、千葉県の自宅で死亡しているところを発見された。4月11日夜に頭蓋内出血により亡くなったと推定されている。64歳没。訃報は10日後の22日に公表された。葬儀や告別式は4月23日までに済ませられており、お別れの会を開く予定はないと報じられた。

## 人物
- 身長187cm[12]、体重87kg。血液型O型。
- 趣味・特技は乗馬、スポーツ観戦、料理、ギター。
- 家族は妻子がいた。
- 『五条霊戦記』公開時のインタビューで、自身について「元来、器用じゃない」、「じっくり一つの役や仕事に携わる作り方は、性分に合っています」と語っており、俳優という仕事については「一つの役の中で、ある瞬間にその役の真実が見えることがある。それがすごい。とてもやりがいのある仕事ですね」と述べている[12]。
- 一部では「感情の起伏が激しい上に酒癖が悪く、演劇仲間からも徐々に遠ざけられるようになっていき、売れっ子だったのは1990年代までだった」と言われ、それだけに2014年のNHK大河ドラマ『軍師官兵衛』に起用された際は「酒癖は直ったのか」と思った関係者が多かったが[13]、2015年に泥酔して暴行事件を起こし逮捕された（#不祥事を参照）。2018年4月7日公開の映画『私は絶対許さない』で暴行事件以降3年ぶりに仕事復帰[14]。

## 不祥事
2015年3月21日、マーティン・スコセッシ監督の新作映画『沈黙 -サイレンス-』の撮影のため台湾を訪れたが、台湾桃園国際空港にて入境審査の際、酒に酔っており、審査官に暴力を振るい骨折させた。その後、警察による事情聴取にも非協力的だったため、現行犯逮捕され、公務執行妨害罪及び傷害罪にあたる罪で送検された。そのため『沈黙 -サイレンス-』の出演契約は解除された。
また、台湾の複数のメディアでは韓国籍と報道され、本名は「Myongnam Chang」（장명남、張明男）とされた。
4月15日、桃園地検は公務執行妨害と傷害容疑で起訴したことを明らかにした。また刑期終了後には、台湾からの強制送還を要求するとしている。5月20日、初公判が開かれ、起訴内容を認めた。「被害者に大変申し訳なく思い、深く反省しています」と被害者への謝罪を述べたほか、「酒に酔っていて故意ではなかった」と主張した。検察は法律に基づいてしっかりと処分するように裁判所に要求し、裁判は即日結審した。5月27日、桃園地方裁判所は公務執行妨害罪で懲役4カ月または罰金12万元（台湾ドル）の有罪判決を言い渡した。
2015年5月19日、被害者との間で和解が成立。6月15日、罰金刑が確定した。
2015年7月1日、日本に帰国。同日、所属事務所の東映マネージメントからタレント契約を解除された。2018年、3年ぶりに仕事復帰した（上述）。
現在、一般社団法人映像コンテンツ権利処理機構においては不明権利者とされている。

## 出演

### テレビドラマ
- 母たることは地獄のごとく 炎の女・澤田美喜（1981年7月8日 日本テレビ系）- 中本ハルオ
- 大河ドラマ（NHK）
  - 峠の群像（1982年） - 浅野内匠頭
  - 武蔵坊弁慶（1986年） - 平知盛
  - 翔ぶが如く（1990年） - 江藤新平
  - 八代将軍吉宗（1995年） - 浅野内匠頭 ※峠の群像の流用
  - 平清盛（2012年） - 朧月
  - 軍師官兵衛（2014年） - 黒田休夢
- 時代劇スペシャル 暗殺者の神話（1984年、CX） - 雑賀孫四郎
- 土曜ワイド劇場（テレビ朝日系）
  - 松本清張の高台の家（1985年4月13日、東映）
  - 高松－神戸ジャンボフェリー殺人海峡（1996年9月14日） - 藤堂吉武
  - 女刑事ふたり〜赤い月連続殺人!!（2008年3月8日） - 日下部管理官
  - 人類学者・岬久美子の殺人鑑定2（2011年8月6日） - 秋山正彦
  - おかしな刑事9（2012年6月30日） - 井上正国
- おんな風林火山（1986年、TBS） - 織田信長
- NHK新大型時代劇 武蔵坊弁慶（1986年、NHK） - 平知盛 [36]
- 現代怪奇サスペンス 鏡の中の男（1986年、関西テレビ）
- 火曜サスペンス劇場（日本テレビ系）
  - 駅に佇つ人（1986年、NTV映像センター）
  - 最終電車を待つ女（1989年12月、中京テレビ）
  - 取調室5故郷で死にたかった…愛妻殺し容疑の実業家に県警本部が挑んだ十二日間（1996年12月10日） - 福富佳夫
  - 女弁護士・高林鮎子22（1998年） - 島岡康弘
- TBS大型時代劇スペシャル（TBS）
  - 太閤記（1987年） - 浅井長政
  - 源義経（1990年） - 木曽義仲
- ジンジャーツリー（1990年、NHK・英BBC合作ドラマ）
- 本格時代劇スペシャル「はやぶさ新八御用帳 大奥の恋人」（1990年4月1日、日本テレビ / 総合プロデュース） - 結城長七郎
- 大江戸捜査網（1990年10月 - 1991年3月、テレビ東京 / G・カンパニー） - 松原蔵人
- 月曜・女のサスペンス 傑作推理受賞作シリーズ「藪の中の殺人者」（1991年、テレビ東京）
- 腕におぼえあり（1992年、NHK） - 浅野内匠頭
- 天下を獲った男 豊臣秀吉（1993年、TBS） - 明智光秀
- 鶴姫伝奇 -興亡瀬戸内水軍-（1993年、日本テレビ系） - 陶隆房
- この愛に生きて（1994年、フジテレビ） - 紫野信夫
- 御家人斬九郎 第1シリーズ 第1話「かたてわざ」（1995年、フジテレビ / 映像京都） - 栗林兵庫
- 最高の片想い WHITE LOVE STORY（1995年、フジテレビ）
- 忠臣蔵（1996年、フジテレビ / 東映） - 清水一学
- ウルトラマンダイナ（1997年 - 1998年、毎日放送） - アスカ・カズマ
- 別れる二人の事件簿（2000年、テレビ朝日・東映）
- 女と愛とミステリー「最後に愛を見たのは」（2001年4月、テレビ東京） - 稲垣士郎
- 剣客商売 第4シリーズ 第10話「剣の師弟」（2003年、フジテレビ・松竹） - 黒田精太郎
- 新・京都迷宮案内（2005年） - 広畑署長
- 仕掛人・藤枝梅安（2006年） ‐ 田口十蔵
- 明智光秀〜神に愛されなかった男〜（2007年、フジテレビ） - 柴田勝家
- 水戸黄門 （TBS・C.A.L）
  - 第33部 第22話「大対決！八百八町は日本晴れ」（2004年） - 馬渕監物
  - 第37部 第9話「異国の娘が抱いた謎・男鹿」（2007年） - 北海屋唐蔵
  - 第38部 第13話「弥七に恋した影の女・尾張」 - 風魔三郎
  - 第42部 第14話「命を張った弥七の度胸・松江」（2011年） - 山崎仙十郎
- 日本史サスペンス劇場・特別企画『東大落城』（2009年1月14日、日本テレビ） - 下稲葉
- 臨場（2009年、2010年テレビ朝日） - 坂東治久
- 木曜ミステリー その男、副署長 第3シリーズ 第8話（2009年12月3日、テレビ朝日）
- 宿命 1969-2010 -ワンス・アポン・ア・タイム・イン・東京-（2010年1月 - 3月、テレビ朝日） - 八尋
- 金曜プレステージ（フジテレビ）
  - 「山村美紗サスペンス・京都・源氏物語殺人絵巻」（2010年11月12日）
  - 「浅見光彦シリーズ48・幻香」（2013年9月6日） - 国井和夫
  - 「山村美紗サスペンス 黒の滑走路4・羽田空港殺人事件」（2014年5月2日） - 江波正彦
- BOSS 2ndシーズン 第9話（2011年6月16日、フジテレビ） - 塩田和史
- 特別ドキュメンタリードラマ「3.11 その日、石巻で何が起きたのか〜6枚の壁新聞」（2012年3月6日、日本テレビ） - 木村信之
- 松本清張没後20年特別企画 ドラマスペシャル 波の塔（2012年6月23日、テレビ朝日） - 土肥正治
- 新春ワイド時代劇 白虎隊〜敗れざる者たち（2013年1月2日、テレビ東京） - 芹沢鴨
- 木曜ミステリー 科捜研の女 第12シリーズ 第4話・第5話（2013年1月31日・2月14日、テレビ朝日） - 江原幸三
- ドラマスペシャル SP〜警視庁警護課III（2013年4月27日、テレビ朝日） - 小城靖則
- 鬼平犯科帳スペシャル 見張りの糸（2013年5月31日、フジテレビ） - 戸田銀次郎
- 月曜ゴールデン（TBS）
  - 「捜査指揮官 水城さや2」（2014年1月6日） - 松原豊
  - 「山村美紗サスペンス 狩矢警部シリーズ14・京都ベリーダンス殺人事件」（2014年12月22日） - 加藤光太郎
- 警視庁捜査一課9係 season9 第8話（2014年8月27日、テレビ朝日） - 伴藤大造
- 出入禁止の女〜事件記者クロガネ〜 最終話（2015年2月26日、テレビ朝日） - 久本龍示

### 映画
- 姿三四郎（1977年 - 張 明男名義で出演）
- 雲霧仁左衛門（1978年）
- 闇の狩人（1979年） - 染善の文吉
- 影武者（1980年） - 織田信長
- 森は生きている（1980年） - 将校[37]
- 日本の熱い日々 謀殺・下山事件（1981年） - 丸山
- 幻の湖（1982年） - 長尾正信／長尾吉康 （2役）
- 遠野物語（1982年） - 菊池武夫
- 北の螢（1984年） - 永倉新八
- 国東物語（1985年） - 大友義鎮（大友宗麟）
- 乱（1985年） - 一文字三郎直虎
- 食卓のない家（1985年） - 沢木朗
- 熱海殺人事件（1986年） - 鬼島の息子
- トリナクリア PORSCHE 959（1987年） - 島本浩
- 226（1989年） - 村中孝次
- 継承盃（1992年） - 千田忠
- KOYA 澄賢房覚え書（1993年） - 澄賢
- 武闘派仁義 全面抗争篇（1993年） - 神奈川県警 浜崎警察署 刑事 タカギ
- 三たびの海峡（1995年） - 山本三次
- エイジアン・ブルー 浮島丸サコン（1995年） - 大林
- 天守物語（1995年） - 武田播磨守
- 修羅之介斬魔劍 妖魔伝説（1996年） - 天海
- マルタイの女（1997年） - 宗教団体「真理の羊」教団幹部
- 踊る大捜査線 THE MOVIE（1998年） - 大林中隊長
- 雨あがる（2000年） - 犬山半太夫
- 五条霊戦記 GOJOE（2000年） - 武蔵坊弁慶
- 獅子の血脈（2001年） - 連心会長二代目会長 堀部善次郎
- メトロポリス（2001年） - 退役軍人（声の出演）
- 最強獣誕生 ネズラ -NEZULLA-（2002年） - 麻生
- 荒ぶる魂たち（2002年） - 市松
- 新・仁義の墓場（2002年） - 久世忠明
- 修羅の群れ（2002年） - 林俊一郎
- 新・仁義なき戦い/謀殺（2003年） - 佐橋組若頭 杉浦繁
- ULTRAMAN（2004年） - 曽我部一佐
- すくらんぶるハーツ / 恋のソナタ（2004年）
- 難波金融伝ミナミの帝王 スペシャル Ver.50 金貸しの掟（2004年）- 堂本
- カムイ外伝（2009年） - 柏原達守
- 孤高のメス（2009年） - 立松刑事
- 君が踊る、夏（2010年） - 寺本新太郎
- 大地の詩 -留岡幸助物語- （2011年） - 有馬四郎助
- 臨場・劇場版（2012年） - 坂東治久
- 女子カメラ（2012年） - 吉澤栄治
- THE NEXT GENERATION -パトレイバー-（2014年） - 塩見治郎（熱海署刑事部長）
- 幕末高校生（2014年） - 山下利蔵
- 私は絶対許さない（2018年）  - 早田
- 焦燥（2019年4月6日）- 藤堂 ※特別出演
- ニッポニアニッポン フクシマ狂詩曲（2019年4月6日）- 楠穀平
- 東京ワイン会ピープル（2019年10月4日） - 蒔田
- 無頼（2020年12月12日） - イサカ
- 信虎（2021年11月）- 土屋伝助 ※遺作[38]
- 車線変更-キューポラを見上げて-（2022年12月30日） - 金城亮

### Vシネマ
- ブラック・ジャック（1996年） - 主演・ブラック・ジャック
- Another XX ダブルエックス マトリの女（1998年） - 闇の仲介人 城島
- 闇の処刑人 / Dジャッジ（2001年）
- 実録・安藤組外伝 地獄道（2001年、監修：安藤昇） - 不動寺組若頭 下条興業組長 下条明
- 極道ジハード 〜聖戦〜（2001年）- 長嶺
- 大脱獄（2002年） - オギハラ(刑務官)
- 修羅の群れ（2002年） - 林俊一郎(横浜愚連隊四天王)
- 最強獣誕生 ネズラ-NEZULLA-（2003年） - 主演
- 新・日本の首領（2004年） - グローブ出版 週刊実録ジャーナル編集長 宗方俊二
- 実録・名古屋やくざ戦争 統一への道3（2004年） - 岡田義光
- 実録・関東やくざ抗争史 松田組（2005年） - 極西桜田一家初代 関谷愛治
- 野望への挑戦 シリーズ（2009年） - 五代目藤堂組大谷組組長 大谷龍三
  - 野望への挑戦（2009年5月） - 五代目藤堂組若頭
  - 野望への挑戦2,完結編（2009年6月,7月） - 五代目藤堂組舎弟
- 裏切りの仁義（2017年） - 啓仁会若頭 笹川組組長 笹川康生
- 孤高の叫び1,2（2018年）全2作 - 鷲州組組長 時任繁

### 舞台
- オイディプス王（1978年）
- 渋谷怪談（1979年） - 島浦太郎
- ソルネス（1980年）
- マクベス（1982年） - バンクオー
- どん底（1985年）
- ルパン（1987年） - メーテルリンク
- 欲望という名の市電（1988年） - 金島貞
- ミュージカル 火の鳥（1989年） - ロック・ホーム
- リア王（1996年）
- 鬼と人と（2000年） - 織田信長
- 二代目はクリスチャン（2005年） - 黒岩
- 長州異聞―白井飯山小伝―（2006年、2008年） - 白井小助

### 吹き替え
- 特捜刑事マイアミ・バイス - ジェームズ・ソニイ・クロケット刑事（ドン・ジョンソン）
- 長く熱い夜 - ベン・クイック（ドン・ジョンソン）
- ワンス・アポン・ア・タイム・イン・アメリカ - ヌードルス（ロバート・デ・ニーロ）(DVD版)

### テレビ番組
- モーニングジャンボ奥さま8時半です（TBS）

### ラジオ番組
- FMシアター　黒潮の流れのままに（2011年2月19日、NHK-FM） - 中条剛 役[39]
- 青春アドベンチャー　闇の守り人（2017年4月16日 - 27日、NHK-FM） - ユグロ 役[40]

### PV
- 全葬連 娘からの遺しもの (2013年10月) - 亜希(秋月三佳）の父親役